# Беннигсен, Рудольф фон
Карл Вильгельм Рудольф фон Беннигсен (нем. Karl Wilhelm Rudolf von Bennigsen; 10 июля 1824, Люнебург — 7 августа 1902, поместье Беннигсен) — ганноверский политический и государственный деятель.

## Биография
Карл Вильгельм Рудольф фон Беннигсен изучал право в Гёттингенском и Гейдельбергском университетах и потом занимал различные должности по судебному ведомству в Ганновере.
В 1855 году Беннигсен был избран депутатом во вторую палату, но министр юстиции не дал ему увольнительного свидетельства. Тогда Беннигсен оставил государственную службу, занялся сельским хозяйством и впоследствии посвятил себя ведению хозяйства в своём родовом имении Беннигсен.
На новых выборах 1857 года он был избран одновременно, значительным большинством, в Гёттингене и Данненберге и, вступив в палату представителем от Геттингена, стал во главе немногочисленной оппозиции. Когда объединительные стремления стали усиливаться в Германии, он в 1859 году вместе с Микелем и другими составил заявление, в котором указывалось на необходимость общегерманского парламента, равно как и сильной центральной власти. Инициатива и роль первенствующей державы отводились Пруссии.
После подписания этой программы собранием из 35 выдающихся либералов, происходившим 14 июля 1859 года в Ганновере, 14 августа в Эйзенахе под руководством Беннигсена состоялось более многочисленное собрание, которое поставило главным требованием соединение сторонников конституции и демократов в одну национальную партию, а 15 и 16 сентября для осуществления этой программы во Франкфурте был основан Германский национальный союз. Беннигсен был избран председателем исполнительного комитета союза.
Занимая это место, Беннигсен ревностно занялся пропагандой, которая, несмотря на противодействие, оказанное сначала стремлениям национального союза со стороны прусского правительства, оживила начавшееся в Германии движение, направленное к национальному объединению. Кроме того, Беннигсен продолжал, несмотря на все нападки, действовать на своей родине в качестве депутата и участвовать в комиссии из духовных и светских лиц, которая стремилась к введению пресвитерианского и синодального устройства, и которой удалось созвать 22 апреля 1863 года в Целле большое церковное собрание.
Это церковное движение, давшее внешний толчок падению министерства Борриса, уже потрясённого в политическом отношении, закончилось тем, что предварительным собором постановлено было ввести синодальное и пресвитерианское устройство лютеранской церкви в Ганновере, причём Беннигсен в качестве синодального члена от княжества Оснабрюк имел существенное влияние на это решение.
В 1862—1866 годах, будучи вождём большинства палаты против двух последующих министерств, державшихся умеренного направления во внутренних делах, но в политике проводивших великогерманскую идею, Беннигсен перед началом войны с Австрией тщетно пытался со своими политическими друзьями сохранить за Ганновером нейтральное положение.
После присоединения Ганновера к Пруссии ещё в течение 1866 года образовалась в Ганновере под предводительством Беннигсена национал-либеральная партия, поставившая себе задачей превращение Германии в союзное государство. Избранный 19 ганноверским избирательным округом в члены северогерманского рейхстага и прусской палаты депутатов, Беннигсен в качестве вице-президента этих учреждений и одного из вождей национал-либеральной партии принимал живое участие в парламентской деятельности.
Во время франко-прусской войны Беннигсен неоднократно ездил в Южную Германию, чтобы по поручению своих политических друзей прийти к соглашению с южногерманскими либералами о том положении, которое следует занять относительно вопроса о германской конституции. В декабре 1870 года он вместе с некоторыми другими политическими вождями был призван в германскую главную квартиру в Версале для участия в совещаниях с представителями Южной Германии о договорах между южногерманскими правительствами и северогерманским союзом.
С 1871 года он был постоянным представителем избирательного округа Оттерндорф-Нейгауз в германском рейхстаге и в прусской палате депутатов, президентом которой он состоял с 1873 по 1879 годы.
В конце 1877 года между Беннигсеном и Бисмарком происходили в Варцине личные переговоры о вступлении первого из них в прусское министерство, которые продолжались и весной 1878 года, но не привели к соглашению потому, что Беннигсен не только представил серьёзные возражения против некоторых финансовых проектов имперского канцлера (особенно против табачной монополии), но поставил условием, чтобы вместе с ним вступили в министерство и многие другие члены либеральной партии. Отказ в этом требовании вызвал некоторую натянутость в отношениях между Беннигсеном и Бисмарком, которая ещё усилилась вследствие успешной оппозиции вождя национал-либералов первому проекту закона о социалистах. Вследствие этого разногласия он в 1883 году сложил свои депутатские полномочия и лишь на выборах 1887 года, после роспуска рейхстага вследствие отклонения законопроекта о септенате, Беннигсен был вновь избран в своём прежнем Ганноверском округе и вместе с Микелем вновь сделался вождём национал-либералов.
В августе 1888 года Беннигсен был назначен обеp-президентом Ганноверской провинции.